# Djavan (football)
Djavan, né le 31 décembre 1987 à Serrinha dans l'État de Bahia, est un footballeur brésilien. Il évolue au Moreirense FC au poste d'arrière gauche.

## Biographie
Il joue cinq matchs en Ligue Europa avec le Sporting Braga.

## Palmarès
- Finaliste de la Coupe du Portugal en 2015 avec le Sporting Braga
- Finaliste de la Supercoupe du Portugal en 2016 avec le Sporting Braga